# 독일 야구 국가대표팀
독일 야구 국가 대표팀은 국제 경기에 독일을 대표하여 참가하는 야구 국가대표팀이다.

## 개요
유럽 야구 선수권 대회는 서독 준우승 1회, 3 위 입상이 6회가 있다. 2007년 의 유럽 야구 선수권 대회에서 스페인 과 승률에서 대등했지만, 점수 득실에서 스페인이 3위로 2008년 베이징 올림픽 대륙별 플레이오프(이하 플레이오프)에 진출, 독일은 아쉽게도 4위를 차지해 오랜만의 입상과 플레이 오프 진출에는 실패했다.
그러나 2008년 1월 영국이 재정적 이유로 같은 해 3 월에 열리는 플레이오프 출전을 사퇴했기 때문에 영국 대신 출전했지만 올림픽 본선 진출은 실패 하였다.
중남미 지역에서의 이민이 많은 배경으로 인해 종종 베이스볼 분데스리가에서 뛰고 있는 쿠바 등을 비롯한 야구 선진국에서 귀화 한 선수가 보인다. 또한 마이너 리그 선수도 나름대로 존재하지만, 대부분 A 급이나 루키 리그 선수들의 비중이 대다수였다. 그러나 2013년 시즌 신시네티 레즈 소속의 도날드 루츠(Donald Thomas Lutz)가 메이저리그에 데뷔를 하면서 독일 출신의 최초의 메이저리거가 되었으며 그 뒤를 이어 맥스 케플러(Max Kepler)가 2015년 시즌 미네소타 트윈즈에서 메이저리그로 데뷔하였다.
2009년 월드 베이스볼 클래식 폐막 후 메이저 리그 기구의 폴 아치 국제 담당 부회장이 회견을 열고 2013년 대회를 기존 16개국에서 24개국으로 확장하여 실시할 의향을 밝혔다. 이때 확장 후보 중 하나로 체코, 니카라과, 콜롬비아와 함께 지명했다.
2013 월드 베이스볼 클래식 유럽 예선에 출전했지만 본선 진출 결정전에서 캐나다 에 패해 본선 진출에 실패했다. 2017년 월드 베이스볼 클래식 예선에서 1회 전의 니카라과에 10회 연장승부 끝에 아쉽게 패했고 체코와의 2회 전 때 무기력한 경기력을 보이면서 12점 차이로 대패. 예선탈락 되었다.

## 역대 대회 성적

### 월드 베이스볼 클래식
- 2006 - 불참
- 2009 - 불참
- 2013 - 예선 탈락
- 2017 - 예선 탈락

### 야구 월드컵
- 1972 : 16위
- 1973 : 11위
- 2007 : 14위
- 2009 : 17위
- 2011 : 15위

### 유럽 야구 선수권 대회
| - 1954 : 4위 - 1955 : 3위 - 1956 : 5위 - 1957 : 2위 - 1958 : 3위 - 1960 : 예선 불참 - 1962 : 5위 - 1964 : 예선 불참 - 1965 : 3위 - 1967 : 3위 |  | - 1969 : 4위 - 1971 : 3위 - 1973 : 예선 불참 - 1975 : 3위 - 1977 : 예선 불참 - 1979 : 예선 불참 - 1981 : 예선 불참 - 1983 : 예선 불참 - 1985 : 예선 불참 - 1987 : 7위 |  | - 1989 : 8위 - 1991 : 예선 불참 - 1993 : 7위 - 1995 : 6위 - 1997 : 10위 - 1999 : 10위 - 2001 : 7위 - 2003 : 12위 - 2005 : 4위 - 2007 : 4위 |  | - 2010 : 3위 - 2012 : 4위 - 2014 : 5위 - 2016 : 4위 |

## 같이 보기
- 베이스볼 분데스리가